# Annie Seel
Pas d'image ? Cliquez ici
Annie Maria Catharina Seel, née le 5 septembre 1968 à Täby, est une pilote et copilote de rallye suédoise.

## Biographie
Annie Seel avait le record du monde d'altitude en escaladant le camp de base du mont Everest à moto en 2003 (5 305 m), l'exploit historique a tenu jusqu'en 2011 (Tamsin Jones 5 359 m).
Lors du Rallye Dakar 2010, Annie s'est écrasée dans une tombe de 4,9 m de profondeur mais a tenu à terminer la course. Elle finira ce Dakar d'ailleurs première femme en moto.

## Résultats au Paris-Dakar
| Année | Catégorie     | Constructeur | Poste                      | Position Scratch | Trophée des Femmes |
| ----- | ------------- | ------------ | -------------------------- | ---------------- | ------------------ |
| 2002  | Moto          | Honda        | Pilote                     | 54e              | 3e                 |
| 2007  | Moto          | KTM          | Pilote                     | 94e              | 4e                 |
| 2009  | Moto          | KTM          | Pilote                     | 76e              | 2e                 |
| 2010  | Moto          | KTM          | Pilote                     | 45e              | 1er                |
| 2011  | Moto          | KTM          | Pilote                     | 83e              | 4e                 |
| 2014  | Auto          | Polaris      | Copilote de Garry Connell  | Ab.              |                    |
| 2022  | Protos légers | Yamaha       | Copilote de Annett Fischer | 15e              |                    |
| 2023  | Protos légers | Yamaha       | Copilote de Annett Fischer | Ab. (étape 12)   |                    |
| 2024  | Challengers   | Yamaha       | Copilote de Annett Fischer | 19e              |                    |

## Autre résultat
- 2014 : vainqueur du Rallye Merzouga (catégorie SSV copilote de Garry Connell)